# C'est pour quand ?
Pour plus de détails, voir Fiche technique et Distribution.
C'est pour quand ? est un court métrage français réalisé par Katia Lewkowicz et sorti est en 2008.

## Synopsis
L’histoire d’un coup de foudre au beau milieu d’un goûter d'anniversaire plein d’enfants et de parents surexcités…

## Fiche technique
- Titre : C'est pour quand ?
- Réalisation : Katia Lewkowicz
- Scénario : Katia Lewkowicz
- Photographie : Christophe Offenstein
- Son : Jean-Marie Blondel, Franck Desmoulins (montage son)
- Décors : Alain Thillinguirian
- Costumes : Marie-Laure Lasson
- Montage : Célia Lafitedupont
- Pays d’origine :  France
- Langue de tournage : français
- Année de tournage : 2007
- Producteur : Jean-Baptiste Dupont
- Sociétés de production : LGM, Canal+
- Format : couleur — 2.35.1 CinemaScope — son Dolby SR — 35 mm
- Genre : court métrage, comédie
- Durée : 12 min
- Mention CNC : tout public (visa no 119208 délivré le 31 mars 2008)
- Date de sortie :  2008

## Distribution
- Benjamin Biolay : le jeune homme
- Valérie Donzelli : la jeune fille
- Philippe Lefèbvre : le beau-frère
- Valérie Leroy : l’adolescente
- Laurence Colussi : la mère du gros enfant
- Elsa Pasquier : la mère du bébé
- Isabelle Micottis : la mère débordée
- Éric Challier : l’homme à la montre
- Nicolas Guillot : l’homme à la voiture
- Cathy Verney : la sœur